# Джейсон Макатір
Джейсон Макатір (англ. Jason McAteer, нар. 18 червня 1971, Беркенгед) — ірландський футболіст, півзахисник.
Насамперед відомий виступами за клуби «Болтон Вондерерз» та «Ліверпуль», а також за національну збірну Ірландії.

## Клубна кар'єра
У дорослому футболі дебютував у 1992 році виступами за команду клубу «Болтон Вондерерз», в якій провів три сезони, взявши участь у 114 матчах чемпіонату. Більшість часу, проведеного у складі «Болтона», був гравцем основного складу команди.
Своєю грою за цю команду привернув увагу представників тренерського штабу клубу «Ліверпуль», до складу якого приєднався 1995 року. Відіграв за мерсісайдців наступні чотири сезони своєї ігрової кар'єри. Граючи у складі «Ліверпуля» також здебільшого виходив на поле в основному складі команди.
У 1999 році уклав контракт з клубом «Блекберн Роверз», у складі якого провів наступні два роки своєї кар'єри гравця. Тренерським штабом нового клубу також розглядався як гравець «основи».
З 2001 року три сезони захищав кольори команди клубу «Сандерленд».
Завершив професійну ігрову кар'єру у нижчоліговому клубі «Транмер Роверз», за команду якого виступав протягом 2004—2007 років.

## Виступи за збірну
У 1994 році дебютував в офіційних матчах у складі національної збірної Ірландії. Протягом кар'єри у національній команді, яка тривала 11 років, провів у формі головної команди країни 52 матчі, забивши 3 голи.
У складі збірної був учасником чемпіонату світу 1994 року у США, чемпіонату світу 2002 року в Японії і Південній Кореї.